# Aphelandra chaponensis
Aphelandra chaponensis är en akantusväxtart som beskrevs av Emery Clarence Leonard. Aphelandra chaponensis ingår i släktet Aphelandra och familjen akantusväxter. Inga underarter finns listade i Catalogue of Life.